# سیارک ۱۷۹۵۸
سیارک ۱۷۹۵۸ (به انگلیسی: 17958 Schoof، نامگذاری:1999JE33) هفده هزار و نهصد و پنجاه و هشتمین سیارک کشف شده‌است که در ۱۰ مه ۱۹۹۹ کشف شد.
قدر مطلق سیارک برابر ۱۳.۵ است.